# Peasemore
Peasemore ist ein Dorf und Gemeinde in Berkshire, England. Erstmals erwähnt wurde es im Domesday Book im Jahr 1086 als Praxemere und nachfolgend 1166 als Pesemere.
Peasemore liegt inmitten der Berkshire Downs. Die nächste größere Kleinstadt, Newbury, liegt südlich. 2011 betrug die Einwohnerzahl 311.

## Persönlichkeiten
- David Cameron (* 1966), ehemaliger Premierminister des Vereinigten Königreiches.
- Miss Read (1913–2012), Schriftstellerin